# Pycnospatha
Pycnospatha, rod kozlačevki, dio je potporodice Lasioideae. Sastoji se od dvije priznate vrste gomoljastih geofita iz Indokine,

## Vrste
1. Pycnospatha arietina Gagnep.
2. Pycnospatha palmata Gagnep.